# Ziemia i wolność
Ziemia i wolność (ang. Land and Freedom) – brytyjsko-hiszpański historyczny dramat wojenny z 1995 roku w reżyserii Kena Loacha. 
Dwuwarstwowa fabuła odnosi się w prologu i epilogu do wydarzenia współczesnego, lecz w głębokiej retrospekcji sięga do okresu międzywojennego, z właściwą akcją rozgrywającą się w latach hiszpańskiej wojny domowej. Plenery do powstałego w koprodukcji niemieckiej i włoskiej filmu nakręcano w Hiszpanii – głównie na terenie aragońskiej gminy Mirambel, a także w Liverpoolu.
Obraz Loacha, ukazujący losy socjalistycznej grupy bojowej podczas wojny domowej, w 1995 roku uczestniczył w Międzynarodowym Festiwalu Filmowym w Cannes, uzyskując 2 nagrody (FIPRESCI oraz tzw. jury ekumenicznego), a prezentowany był także na festiwalach w Locarno, Toronto, Nowym Jorku i w Sztokholmie, zaś w 2014 dodatkowo przedstawiony na festiwalu w Berlinie.

## Treść
Prolog: porządkując po śmierci swego dziadka Davida jego rzeczy i pamiątki domowe, wnuczka Kim natrafia na listy, zdjęcia i zapiski z czasów jego młodych lat spędzonych w Hiszpanii. Pozostawione dokumenty ujawniają nieznany rozdział jego życia, jakim był udział w tamtejszej wojnie domowej po stronie republikańskiej lewicy. 
Retrospekcja: Jesienią 1936 roku David Carr – bezrobotny mieszkaniec robotniczego Liverpoolu, członek partii komunistycznej, porzuca swą narzeczoną Kitty, udając się jako ochotnik do ogarniętej bratobójczą wojną Hiszpanii. Przypadek sprawia, że zaciąga się w szeregi milicji POUM toczącej walki na froncie w Aragonii. Nawiązuje tam znajomości z innymi zagranicznymi ochotnikami, a w jego frontowych przeżyciach pojawia się również wątek miłosny. Po odniesieniu rany i przeniesieniu do katalońskiej Barcelony jest tam świadkiem starć pomiędzy skłóconymi politycznie siłami republikańskiej lewicy. Zdezorientowany przez stalinowską propagandę, przyłącza się do rządowych Brygad Międzynarodowych (tzw. Rusos), uczestnicząc w walkach ulicznych z opozycyjnymi anarchistami z FAI i z dotychczasowymi współtowarzyszami z POUM. W rezultacie, ideowo zniechęcony i politycznie rozczarowany, powraca ostatecznie do dawnego oddziału milicji po to, ażeby być świadkiem jego zarządzonego odgórnie przez stalinowskich komunistów rozwiązania i przymusowego rozbrojenia, podczas którego ginie związana z nim uczuciowo Blanca. Po jej pogrzebie, całkowicie zwiedziony i zagubiony, wątpiąc w dalszy sens lewicowego zrywu przeciw obudzonemu nacjonalizmowi Hiszpanów, zniszczywszy swą partyjną legitymację, powraca do kraju jedynie z pamiątkową garścią hiszpańskiej ziemi.

## Obsada
- Ian Hart – David Carr, angielski ochotnik
- Angela Clarke – Kitty, jego narzeczona
- Rosana Pastor – Blanca, jego hiszpańska przyjaciółka
- Eoin McCarthy – Connor Coogan, jego irlandzki towarzysz
- Marc Martínez – Juan Vidal, dowódca bojowej grupy milicji POUM
- Icíar Bollaín – Maite, członkini grupy bojowej
- Tom Gilroy – Lawrence, angielski ochotnik, członek grupy
- Frédéric Pierrot – Bernard Goujon, francuski ochotnik, członek grupy
- Jürgen Müller – niemiecki ochotnik, członek grupy
- Andrés Aladren – członek milicyjnej grupy bojowej
- Sergi Calleja – członek grupy
- Raffaele Cantatore – członek grupy
- Pascal Demolon – członek grupy
- Paul Laverty – członek grupy
- Miguel Cabrillana – przewodniczący zebrania w Domu Ludowym
- Ricard Arilla – rozstrzelany ksiądz
- Felicio Pellicer – schwytany oficer narodowców
- Suzanne Maddock – wnuczka Davida Carra

## Nagrody i nominacje[1]
BAFTA 1996:
- nominacja w kategorii Nagroda im. Alexandra Kordy dla najwybitniejszego brytyjskiego filmu roku

Cannes 1995:
zwycięstwo w kategoriach:
- Nagroda główna dla Kena Loacha

- Nagroda konkursowa dla Kena Loacha

nominacja w kategorii:
- Udział w konkursie głównym dla Kena Loacha

Cezar (1996):
- zwycięstwo w kategorii Najlepszy film zagraniczny

Goya (1996):
- zwycięstwo w kategorii Najlepsza debiutująca aktorka dla Rosany Pastor

Felix – nagroda Europejskiej Akademii Filmowej (1995):
- zwycięstwo w kategorii Najlepszy europejski film roku

Premio Sant Jordi za Najlepszy film hiszpański (1996)
Ponadto nominacje: w 1996 Włoskiego Zrzeszenia Dziennikarzy Filmowych (w kategorii Najlepszy zagraniczny reżyser) i w 1997 Argentyńskiego Stowarzyszenia Krytyków Filmowych (w kategorii Najlepszy film zagraniczny).